# Жилкін Антон Геннадійович
Антон Геннадійович Жилкін (нар. 14 квітня 2003, Ювілейне, Дніпропетровська область, Україна) — український футболіст, воротар петрівського «Інгульця».

## Клубна кар'єра
Народився в селищі Ювілейне Дніпропетровської області. У ДЮФЛУ виступав за «Динамо» (Київ) та дніпровське Училище фізичної культури. На початку серпня 2020 року перебрався до структури «Зорі». Спочатку виступав за юнацьку та молодіжну команди. Вперше до заявки першої команди потрапив 29 серпня 2021 року на переможний (1:0) домашній поєдинок 6-го туру Прем'єр-ліги України проти полтавської «Ворскли». Антон просидів усі 90 хвилин на лаві запасних. У національних змаганнях за «мужиків» не провів жодного офіційного поєдинку. Дебютував за першу команду луганчан 14 грудня 2023 року в переможному (4:0) домашньому поєдинку 6-го туру групи B Ліги конференцій УЄФА проти ісландського «Брєйдабліка». Жилкін вийшов на поле на 90+3-й хвилині замість Олександра Сапутіна. Цей вихід так і залишився єдиним для молодого воротаря у складі «Зорі».
18 липня 2024 року вільним агентом перейшов до «Інгульця», з яким підписав 4-річний контракт.

## Кар'єра в збірній
У футболці юнацької збірної України (U-16) дебютував 26 січня 2019 року в програному (1:2) товариському виїзному поєдинку проти юнацької збірної Фінляндії (U-17). Антон вийшов на поле в стартовому складі, пропустив 2 м'ячі, а на 41-й хвилині його замінив Тимур Пузанков.

## Особисте життя
Батько, Геннадій Жилкін, колишній професійний футболіст, а нині — футбольний тренер.